# Hydroksykwasy

α-, β- i γ-hydroksykwasy

Hydroksykwasy – grupa organicznych związków chemicznych zawierających w cząsteczce co najmniej jedną grupę karboksylową (–COOH) i co najmniej jedną grupę hydroksylową (–OH). Ich wzór ogólny to: (HO)m–R–(COOH)n.
Hydroksykwasy otrzymuje się z odpowiednich halogenokwasów w reakcji z, między innymi, NaOH:

## Hydroksykwasy naturalne
Wiele hydroksykwasów występuje w produktach naturalnych, na przykład kwas cytrynowy w soku z cytryny, kwas jabłkowy w jabłkach, kwas winowy w winie. Kwas cytrynowy jest też ważnym produktem pośrednim w cyklu Krebsa. Naturalnie występujące hydroksykwasy posiadają zawsze grupę hydroksylową w pozycji α w stosunku do grupy karboksylowej.

## Laktydy
Hydroksykwasy są zarówno kwasami i alkoholami. Kwasy, które posiadają grupę hydroksylową w pozycji γ i δ, są zdolne do wewnątrzcząsteczkowej reakcji estryfikacji, prowadzącej do powstania cyklicznych laktonów. α-hydroksykwasy podczas ogrzewania wskutek wzajemnej estryfikacji dwóch cząsteczek z odszczepieniem dwóch cząsteczek wody tworzą cykliczne laktydy.

## Pozostałe hydroksykwasy
Hydroksykwasy, w których grupa hydroksylowa występuje w pozycji dalszej niż δ, nie są zdolne do cyklizacji. W obu przypadkach energia naprężeń wiązań tworzących ugrupowanie cykliczne byłaby wyższa od energii samych tych wiązań.
β-hydroksykwasy mają natomiast tendencję do spontanicznej α-β eliminacji, prowadzącej do powstania α-nienasyconych kwasów karboksylowych:
Przykłady naturalnych hydroksykwasów
- kwas β-hydroksymasłowy należy do ciał ketonowych
- kwas γ-hydroksymasłowy (GHB) jest substancją psychoaktywną.